# JLC NEWS
JLC NEWS（ジェイ・エル・シー ニュース）は、日本レジャーチャンネル（JLC）で2010年7月まで放送されていた競艇情報番組である。

## 放送時間
毎日21：00～22：00（生放送）、23：00～24：00（再放送）、翌日6：30～7：30（再放送）

## キャスター
キャスター1人で番組の進行を行う。

### （2009年8月～2010年7月）
- 田井麗花
- 染谷恵二
- 大溝果音
- 森山一葉
- 恩田菜穂
- 玉利かおる
- 相川智華
- 吉原完
- 堂前英男
- 永田磨梨奈
- 濱田咲織

### 過去
- 高石順成
- 坂田博昭
- 吉本靖
- 前田くみ子
- 森本雅美
- 佐山夏子
- 家城由佳
- 藤堂みちえ
- 黒石加恵
- 桝本奈生
- 太田彩乃
- 原理恵子
- 片岡未来
- 吉野希里

※過去のキャスターは JLC NEWS WIDE(この番組の前番組)のものと思われる。

現在放送中のJLC NEWSと07年9月までのJLC NEWS WIDEとはまったくの別番組。

## コーナー
- 今日艇界FLASH
- 競艇記者が選ぶ本日の三つ星レース
- 今日のレースの結果
- 明日のイベント情報
- 先週のダイヤモンドレース
- 先週の優勝者＆メモリアルwin
- 先週のフライング&斡旋辞退期間
- 獲得賞金ランキングベスト100
- BOAT Boyみどころ紹介（黒須田編集長出演)
- HEROES（新鋭リーグ選手情報）
- LADY GO！（女子リーグ選手情報）
- 永島智洋の勝手にどうぞ！

## 過去のコーナー
- 競艇チョップ（現コーナー『注目レースのVTR』に相当する）
- あなたのUPUP運勢
- 先週の6コースMKウィナー
- 先週の高配当ベスト5
- 艇声人語（全国実況アナウンサー紹介）
- 支部長に聞く